# Верх-Черга
Верх-Черга (рос. Верх-Черга) — село Шебалінського району, Республіка Алтай Росії. Входить до складу Малочергинського сільського поселення.
Населення — 204 особи (2015 рік).